# Hypena poliopera
Hypena poliopera är en fjärilsart som beskrevs av George Thomas Bethune-Baker 1909. Hypena poliopera ingår i släktet Hypena och familjen nattflyn. Inga underarter finns listade i Catalogue of Life.